# Glenea pseudeclectica
Glenea pseudeclectica là một loài bọ cánh cứng trong họ Cerambycidae.